# لاكونيا
لاكونيا إحدى مقاطعات اليونان.

## المناخ
يظهر الجدول التالي التغييرات المناخية على مدار السنة للاكونيا:
| البيانات المناخية لـلاكونيا       | البيانات المناخية لـلاكونيا | البيانات المناخية لـلاكونيا | البيانات المناخية لـلاكونيا | البيانات المناخية لـلاكونيا | البيانات المناخية لـلاكونيا | البيانات المناخية لـلاكونيا | البيانات المناخية لـلاكونيا | البيانات المناخية لـلاكونيا | البيانات المناخية لـلاكونيا | البيانات المناخية لـلاكونيا | البيانات المناخية لـلاكونيا | البيانات المناخية لـلاكونيا | البيانات المناخية لـلاكونيا |
| الشهر                             | يناير                       | فبراير                      | مارس                        | أبريل                       | مايو                        | يونيو                       | يوليو                       | أغسطس                       | سبتمبر                      | أكتوبر                      | نوفمبر                      | ديسمبر                      | المعدل السنوي               |
| --------------------------------- | --------------------------- | --------------------------- | --------------------------- | --------------------------- | --------------------------- | --------------------------- | --------------------------- | --------------------------- | --------------------------- | --------------------------- | --------------------------- | --------------------------- | --------------------------- |
| متوسط درجة الحرارة الكبرى °م (°ف) | 15.7 (60.3)                 | 16.6 (61.9)                 | 18.1 (64.6)                 | 20.2 (68.4)                 | 26.0 (78.8)                 | 31.1 (88.0)                 | 33.5 (92.3)                 | 33.2 (91.8)                 | 29.2 (84.6)                 | 23.3 (73.9)                 | 18.1 (64.6)                 | 16.1 (61.0)                 | 22.5 (72.5)                 |
| متوسط درجة الحرارة الصغرى °م (°ف) | 6.2 (43.2)                  | 6.5 (43.7)                  | 7.6 (45.7)                  | 9.6 (49.3)                  | 13.9 (57.0)                 | 18.2 (64.8)                 | 20.8 (69.4)                 | 20.7 (69.3)                 | 17.3 (63.1)                 | 13.4 (56.1)                 | 9.8 (49.6)                  | 6.8 (44.2)                  | 12.3 (54.1)                 |
| ساعات سطوع الشمس الشهرية          | 130.2                       | 139.2                       | 182.9                       | 231.0                       | 291.4                       | 336.0                       | 362.7                       | 341.0                       | 276.0                       | 207.7                       | 153.0                       | 127.1                       | 2٬778٫2                     |
| [بحاجة لمصدر]                     |                             |                             |                             |                             |                             |                             |                             |                             |                             |                             |                             |                             |                             |